# Мекріна
Мекріна (рум. Măcrina) — село у повіті Бузеу в Румунії. Входить до складу комуни Пуєшть.
Село розташоване на відстані 136 км на північний схід від Бухареста, 39 км на північний схід від Бузеу, 65 км на захід від Галаца, 127 км на схід від Брашова.

## Населення
За даними перепису населення 2002 року у селі проживали 503 особи. Усі жителі села рідною мовою назвали румунську.
Національний склад населення села:
| Національність | Кількість осіб | Відсоток |
| -------------- | -------------- | -------- |
| румуни         | 492            | 97,8%    |
| цигани         | 11             | 2,2%     |